# Echium vulgare
Echium vulgare, de nombre común viborera o viperina (entre otros), es una especie de la familia Boraginaceae, de distribución subcosmopolita.

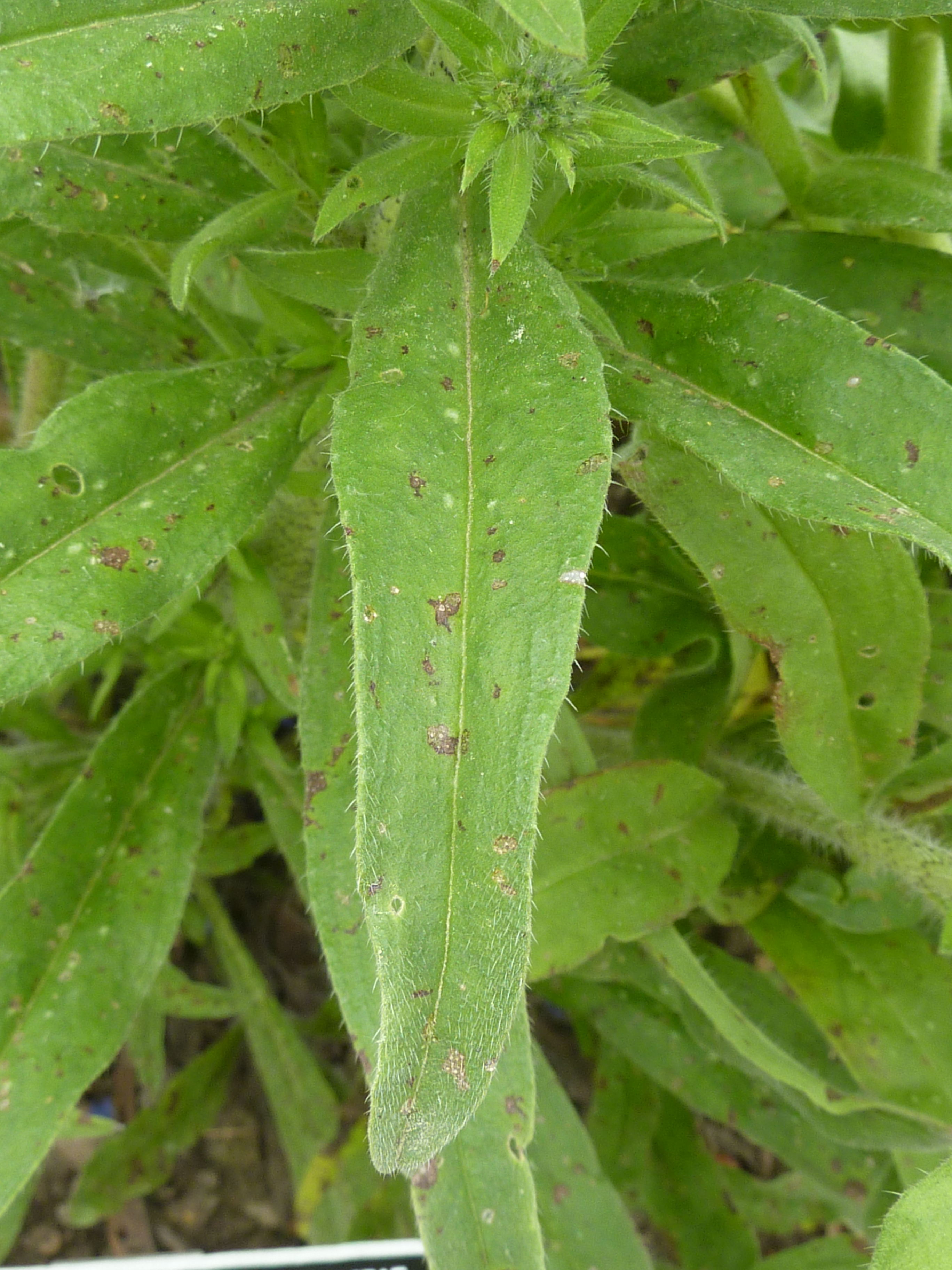
Detalle de las hojas

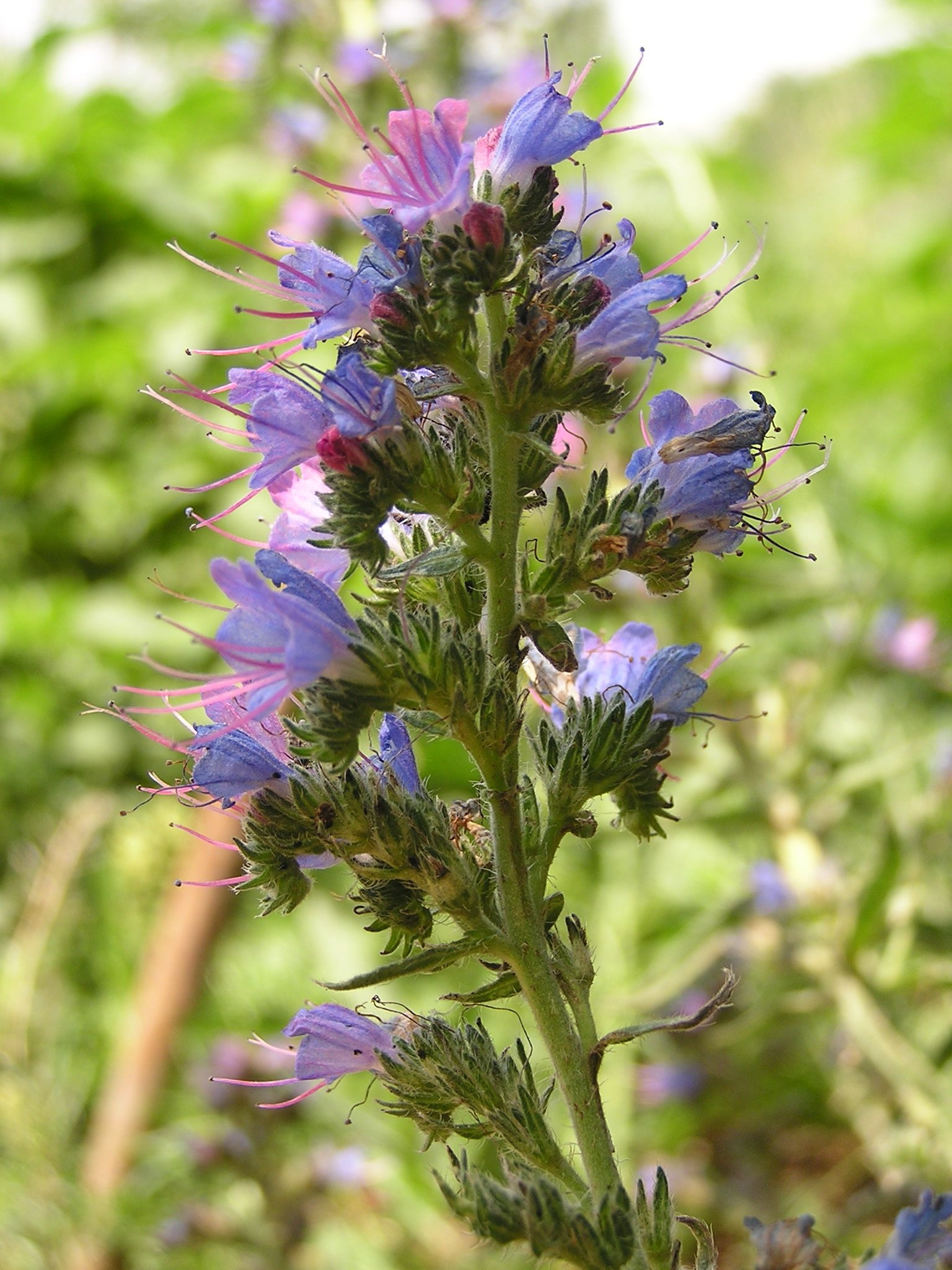
Inflorescencia

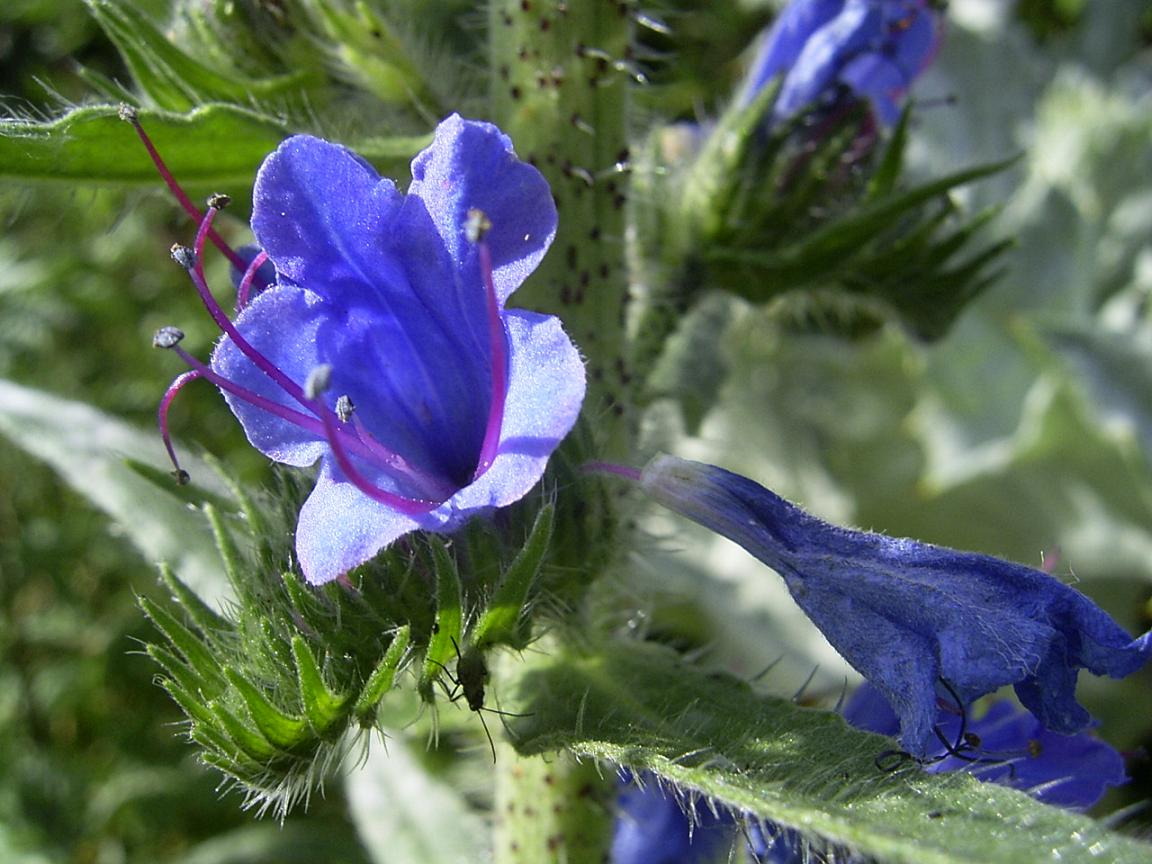
Detalle de las flores

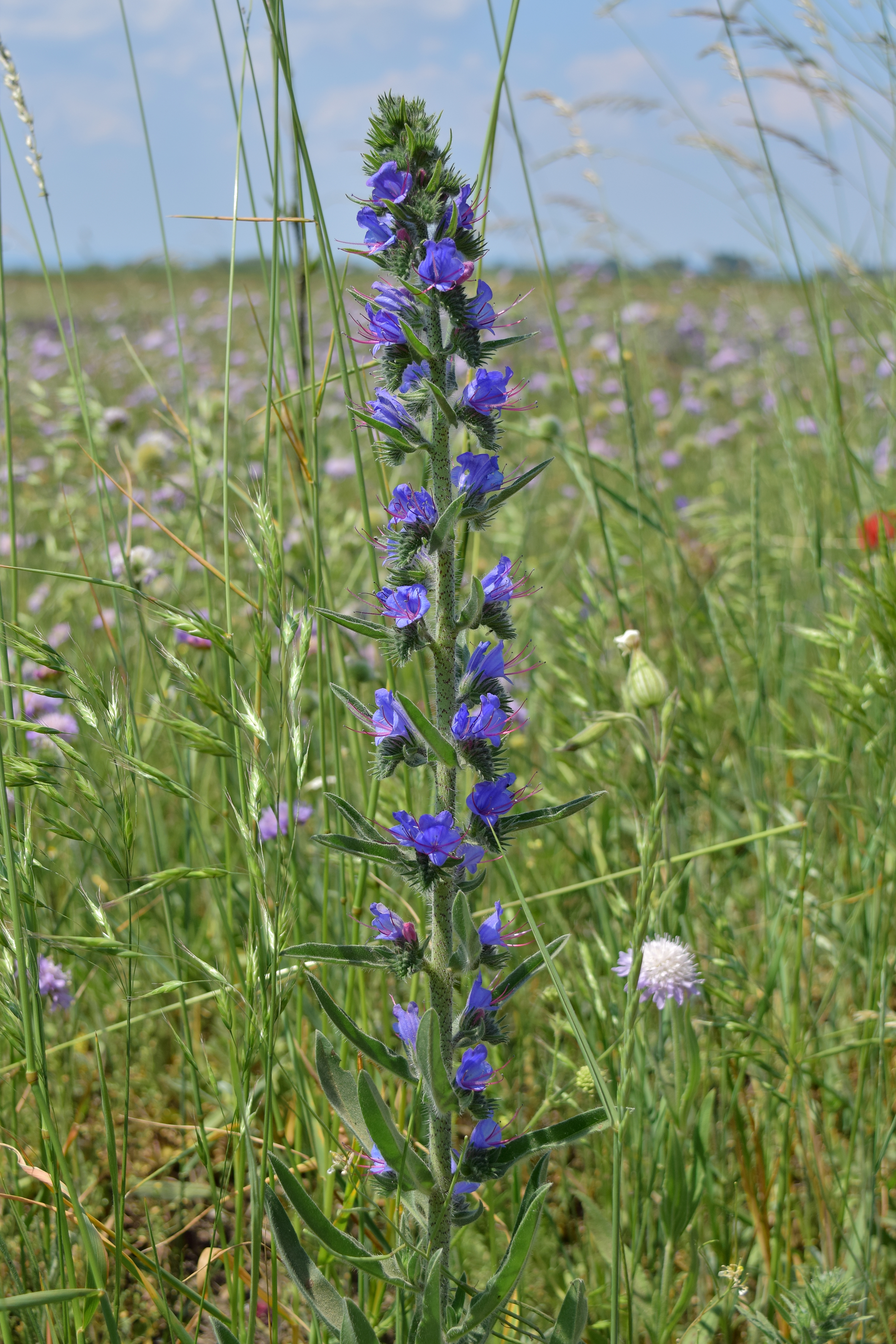
En su hábitat

## Descripción
Es una herbácea que puede ser anual, bienal o perenne. Durante el primer año forma una roseta de hojas elípticas u oblongo-lanceoladas de hasta 25 cm de largo, cubiertas de pelos rígidos. El segundo año surgen del centro, o de los lados de la roseta, tallos erectos de más de 1 m, poco o nada ramificados, también cubiertos del mismo tipo de pelos y con hojas más pequeñas (unos 9 cm). 
La inflorescencia es cimosa, con numerosas flores de color azul o azul violáceo, que surgen agachadas para enderezarse al alcanzar la fructificación. Forman un tubo que se ensancha de manera gradual al extremo superior donde queda dividido en cinco lóbulos poco profundos y desiguales. El cáliz está partido en cinco gajos que llegan cerca de la base. Los cinco estambres tienen filamentos largos de longitud desigual y rebasan notablemente la garganta de la corola.

El fruto es una núcula de unos 2-3 por 2 mm con algunas protuberancias en la superficie.
Florece desde principios de primavera hasta pleno verano. Los ramilletes florales se resuelven de una manera que recuerda a una culebra enroscada.

## Distribución y hábitat

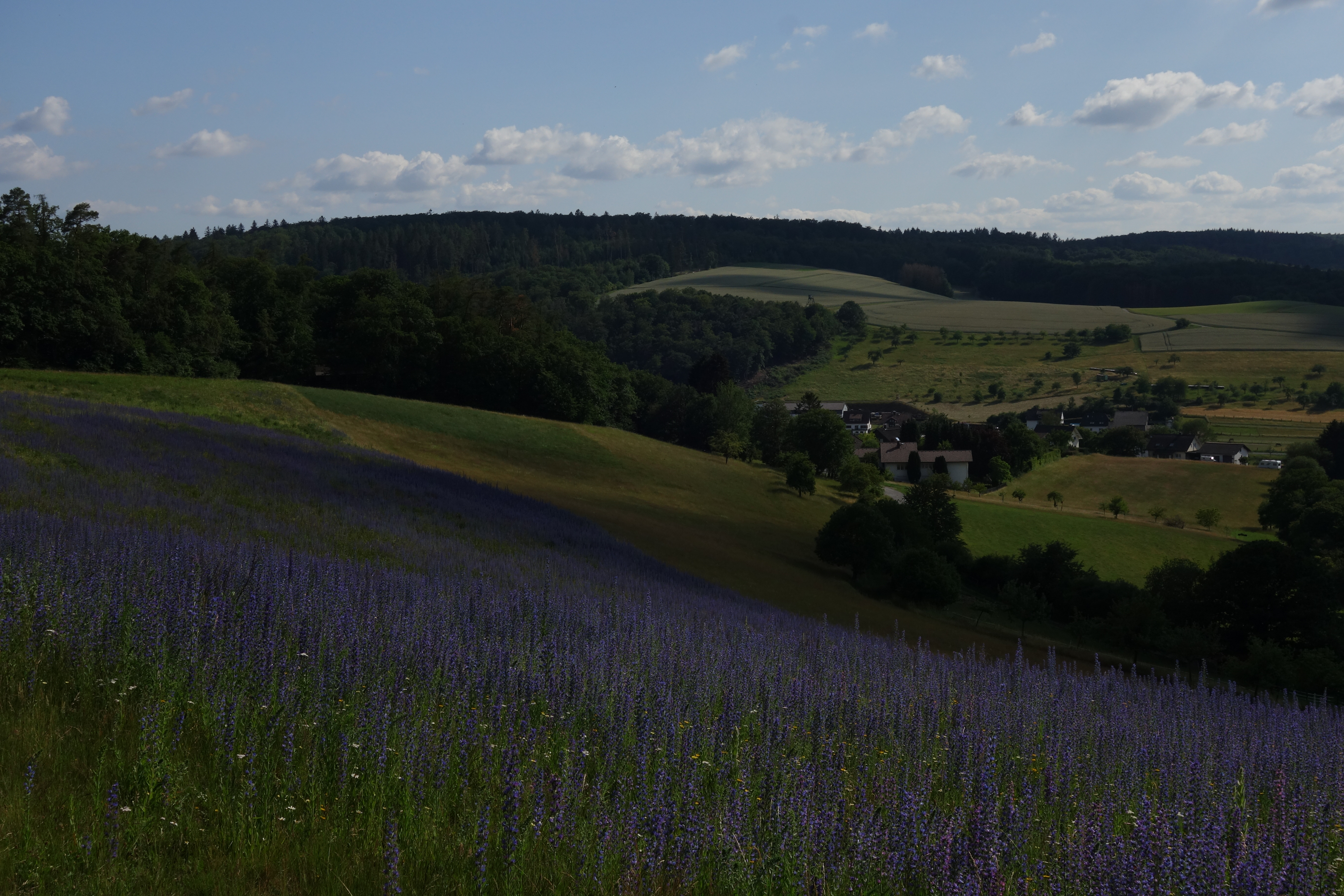
Amplia presencia cerca de Waldems-Wüstems en Taunus

Es nativa en casi toda Europa, y habita desde el nivel del mar hasta los 2200 m s. n. m. en ribazos, terraplenes de caminos y terrenos incultos. En la península ibérica está ampliamente extendida por todo el territorio. Se encuentra introducida en la mayor parte de Estados Unidos, zonas del norte y sur de África, el sur de Australia y algunas zonas de Asia oriental.

## Fitoquímica
Los mucílagos de las inflorescencias contienen alantoína, fructosanos y alcaloides pirrolizidínicos: consolidita, equimidina y heliosupina. Estos alcaloides pueden resultar tóxicos.

## Taxonomía
Echium vulgare fue descrita por Carlos Linneo  y publicada en Species Plantarum 1: 139. 1753.
Citología
Número de cromosomas de Echium vulgare (Fam. Boraginaceae) y táxones infraespecíficos: n=16
Etimología
Echium: nombre genérico que deriva del griego Ekios (víbora), por la forma triangular de las semillas que recuerdan vagamente a la cabeza del reptil.
vulgare: epíteto latino que significa "vulgar, común".
Sinonimia
- Echium anglicum Huds.
- Echium elegans Noë ex Nyman
- Echium lacaitae Sennen
- Echium laetum Salisb.
- Echium lusitanicum Georgi
- Echium molle Petter ex Rchb.
- Echium monstrosum F.W.Schmidt ex Steud.
- Echium schifferi Lange
- Echium spinescens G.Klotz
- Echium tenoreanum Lacaita
- Echium tuberculatum Gilib. nom.inval.
- Echium vaudense Gremli	Synonym
- Echium violaceum Stokes	Synonym
- Echium vulgare f. albiflorum R.Hoffm.
- Echium vulgare var. grandiflorum Bertol.
- Echium vulgare var. lacaitae (Sennen) O.Bolòs & Vigo
- Echium wierzbickii Haberle ex Rchb.[7]

## Usos
Toda la planta tiene o ha tenido algún uso para el ser humano.
 
Los tallos, a diferencia de las hojas, no son tóxicos, por lo que se pueden consumir una vez pelados para eliminar la vellosidad.

La raíz se utilizaba como tintorera por su contenido en tanino.

Las flores además de producir gran cantidad de néctar, atraen a las abejas melíferas por la reflexión ultravioleta del color azul.

En la medicina tradicional se utilizaba la infusión de hojas secas por sus propiedades diuréticas y sudoríparas. Sin embargo, ahora que se conoce su toxicidad ha caído en desuso. Las flores se aplicaban en cataplasmas para tratar infecciones cutáneas y como mascarillas para pieles sensibles.

Se creía que protegía contra las picaduras de víbora por el parecido de su fruto con la cabeza de este reptil.

## Nombre común
Abalea, boninos, buglosa salvaje, cardo, chupamiel, hierba de la víbora, hierba viborera, jarrita, lengua de buey, lengua de buey salvage, lengua de buey salvaje, lengua de vaca, lenguardia, lenguaza, viborera, viborera común, viborera morada, viperina, vivorera morada, yapazos, yerba de la víbora.